# L'Orage du matin
L'Orage du matin est un roman de Jean Blanzat publié en 1942 aux éditions Grasset et ayant reçu le Grand prix du roman de l'Académie française la même année.

## Historique du roman
Jean Blanzat, alors très actif dans la résistance au sein du groupe du musée de l'Homme et du Front national des écrivains, reçoit en juin 1942 le Grand prix du roman de l'Académie française en raison notamment de sa proximité avec François Mauriac, qui, avec l'aide de Georges Duhamel font par ce choix acte de défi au pouvoir pétainiste en place,

## Éditions
- L'Orage du matin, éditions Grasset, 1942.